# Tir amb arc als Jocs Olímpics d'estiu de 1980

Als Jocs Olímpics d'Estiu de 1980 celebrats a la ciutat de Moscou (Unió Soviètica) es disputaren dues proves de tir amb arc, una en categoria masculina i una altra en categoria femenina. La competició tingué lloc entre els dies 30 de juliol i el 2 d'agost de 1980 a les instal·lacions de tir amb arc de Krylatskoye.
Hi participaren un total de 67 arquers: 38 homes i 29 dones, de 25 comitès nacionals diferents.

## Resum de medalles
| Prova                      | Or               | Argent           | Bronze            |
| Individual masculí Detalls | Tomi Poikolainen | Borís Issàtxenko | Giancarlo Ferrari |
| Individual femení Detalls  | Keto Losaberidze | Natàlia Butúzova | Paivi Meriluoto   |

## Medaller
| Posició | País           | Or | Argent | Bronze | Total |
| 1       | Unió Soviètica | 1  | 2      | 0      | 3     |
| 2       | Finlàndia      | 1  | 0      | 1      | 2     |
| 3       | Itàlia         | 0  | 0      | 1      | 1     |